# 모건 폴
모건 폴(Morgan Paull, 1944년 12월 15일 ~ 2012년 7월 17일)은 미국의 텔레비전 배우, 영화배우이다.
뉴욕에서 태어났으며 애슐랜드에서 사망하였다. 사인은 위암이다.

## 영화
- 공포의 독립기념일 (1996년)
- 아웃 콜드 (1989년)
- 블레이드 러너 (1982년) - 홀든 역
- 살인 목격 (1980년)
- 애플 덤플링 갱 2 (1979년)
- 노마 레이 (1979년)
- 미합중국 최후의 날 (1977년)
- 형사 Q (1976년)
- 리벤지 게임 (1976년)
- US 마샬 (1973년)
- 풀스 퍼레이드 (1971년)
- 패튼 대전차 군단 (1970년) - Capt. 리차드 N. 젠슨 역
- 아이언 사이드 (1967년)
- FBI (1965년)
- 딜론 보안관 (1955년)